# 泉美咲月
泉美 咲月（いずみ さつき、1966年〈昭和41年〉 - ）は、日本の文筆家、写真家、トラベルジャーナリスト、出版プロデューサーである。

## 人物
1993年の離婚を経て、1994年に著作家デビュー。女性誌や企業誌、ムック、Webなどで執筆開始後、伝統芸能歌舞伎・狂言をはじめとした和文化、演劇、食や旅、ペットほかの記事、書籍制作を手がける。2004年からは写真家としても活動。
2018年4月、自身運営のWebメディア「アジア旅を愛する大人のWebマガジン　Voyager」を創刊。

## 著作

### 単著
- 40代大人女子のための開運タイごほうび旅行（太田出版刊　2014年）

### 共著
- 台湾カフェ漫遊（情報センター出版局刊　2005年）　台湾出身の写真家、アイビー・チェンとの共著
- 京都とっておき和菓子散歩（河出書房新社刊　2009年）　監修：宮澤やすみ
- 糖尿病でも大丈夫!　しっかり甘い手作りスイーツ（エクスナレッジ刊　2010年）　上村真巳との共著　監修：高橋徳江（順天堂大学医学部附属練馬病院所属）

### 編集・写真
- 川島なお美：著　ワンテーマ指さし会話　パリ×ワイン（とっておきの出会い方シリーズ）（情報センター出版局刊　2011年）　イラスト：朝倉千夏